# Fredrik Eklund
Fredrik Eklund (* 26. dubna 1977, Stockholm, Švédsko) je původem Švéd žijící v New Yorku, realitní makléř a dřívější podnikatel v informačních technologiích či v hudebním průmyslu. Pod pseudonymem Tag Eriksson působil i jako model a pornoherec účinkující v gay pornografii.

## Rodinný život
Frederik Eklund pochází z prominentní švédské rodiny. Otec Klas Eklund byl vrchním ekonomem největší švédské banky SEB a děd Bengt Eklund byl herec spolupracující mimo jiné s Ingmarem Bergmanem.
V roce 2013 uzavřel sňatek se svým partnerem Derekem Kaplanem.

## Studium a podnikatelské začátky
Studoval Vysokou školu ekonomickou ve Stockholmu a během studií, v roce 1999 založil technologickou společnost Humany, která vyvíjela software pro kontakt se zákazníky. Později založil malou hudební nahrávací a zastupující společnost Cave Entertainment s úspěchy na latinskoamerickém a japonském trhu. Pro domovskou společnost svého otce, investiční banku SEB pracoval ve Stockholmu, Londýně, Singapuru a Tokiu.

## Herecká kariéra
V letech 2001 a 2002 se v Kalifornii zúčastnil asi šesti filmových natáčení, z nichž mezi lety 2002 až 2004 vznikla necelá desítka pornografických filmů společnosti Jet Set Productions, doplněná později o další tituly s kompilacemi již pořízených scén.
Obzvláště signifikantní byl snímek The Hole (2003), erotická parodie na horor Kruh (The Ring). Zatímco v originále lidé po zhlédnutí prokleté videokazety umírali, v parodii se z nich stávali gayové. Eklund/Eriksson ztvárnil postavu novináře Bennyho Bensona, který celé záležitosti přichází na kloub. V plně sexuálních záběrech se objevil nejprve ve čtvrté, sólové scéně a pak v závěrečné scéně s Joshem Hammerem. Film napsal a režíroval Wash West a vznikla i jeho soft-core verze, v níž zůstala nevystříhána řada explicitních, ne však pornografických záběrů. Snímek ve své hard-core verzi získal hlavní ceny za nejlepší film a nejlepší režii GayVN Awards i Grabby Awards a v kategorii nejlepší sólový výkon si obě ocenění odnesl i Tag Eriksson. Provozovatel serveru XX Factor a vyhlašovatel cen Hard Choice Awards jmenoval Erikssona nejlepším hercem roku 2003, spolu s jeho partnerem z poslední scény Joshem Hammerem. A shodně s oceněními GayVN i Grabby ocenil také jeho sólový výkon, přesněji onu fantazijní masturbační scénu, v níž se v rolích zhmotněných fotomodelů z heterosexuálního erotického časopisu objevili i T. J. Hartová a Adam Killian.
V roce 2005 Eklund vydal autobiografickou knihu s názvem Bananflugornas Herre (též Lord of the Fruit Flies), ve které pojednal o své pornoherecké kariéře. Podle vlastního vyjádření v rozhovoru pro The New York Times nikdy nepředpokládal, že by působení v pornografii mohlo negativně ovlivnit jeho další kariéru. Totéž zopakoval i v rozhovoru pro magazín Out, kde rovněž uvedl, že v té souvislosti nikdy nepociťoval žádné kontroverze.
V návaznosti na jeho pozdější televizní účinkování v pořadu Million Dollar Listing New York vydalo studio Jet Set Men v roce 2012 titul Million Dollar Man s kolekcí všech scén, které pro ně pořídil. O rok později studio vydalo u příležitosti 10. výročí filmu The Hole jeho digitálně remasterovanou verzi s množstvím bonusového materiálu. V dvoudiskovém balení jej doplnil snímek Hole Stars s výběrem scén z jiných filmů, které natočili herci účinkující v The Hole.

### Ocenění
- 2003 Hard Choice Awards: Nejlepší herec / Best actor[12]
- 2003 Hard Choice Awards: Cena za humor / Savage Humor Award[12]
- 2004 Grabby Awards: Nejlepší nováček / Best Newcomer[17]
- 2004 Grabby Awards: Nejlepší sólový výkon / Best Solo Performance v The Hole (Jet Set)[17]
- 2004 GayVN Awards: Nejlepší sólový výkon / Best Solo Performance v The Hole (Jet Set)[18]

## Realitní makléřství
Fredrik Eklund se v roce 2004 přestěhoval do New Yorku, na zdejší univerzitě získal licenci k práci realitního makléře a začal působit v této branži. Nastoupil k společnosti JC DeNiro, u níž si v roce 2005 vysloužil od Real Estate Board of New York nominaci na nováčka roku. Záhy však ze společnosti přešel k nové ambiciózní firmě Core, kterou založil Shaun Osher.
Média referovala o některých jeho klientech z řad známých osobností: švédská princezna Madeleine, Daniel Craig, Jessica Alba, Ben Stiller ad. V roce 2012 již objem jeho uzavřených obchodů během osmileté kariéry dosáhl 1,25 miliardy dolarů.
V listopadu 2010 v nedělní příloze The New York Times ohlásil budoucí spolupráci na reality show televize Bravo. Ta začala být vysílána v březnu 2012 pod názvem Million Dollar Listing New York a sledovala pracovní i soukromý život trojice realitních makléřů z New Yorku. Šlo o koncept přenesený ze západního pobřeží, kde televize už od roku 2006 natáčela obdobný pořad Million Dollar Listing Los Angeles. Fredrik Eklund účinkoval i v následujících dvou sezónách newyorského spin-offu.